# Червоне-Пустогород
Авіабаза Червоне-Пустогород — авіабаза в Україні, розташовувалась у Глухівському районі, за 22 км на північний схід від Глухова. Це була база передового розгортання, яка призначалась для використання у воєнний час. Розформована.